# День залізничних військ

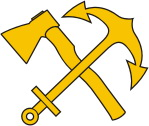
Петлична емблема залізничних військ ЗС СРСР зразка 1936 року.

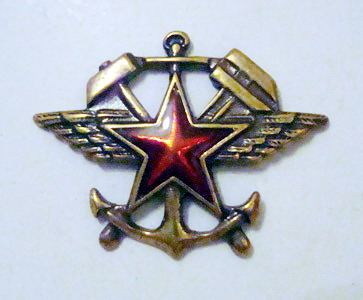
Петлична і погонна емблема залізничних військ ЗС СРСР.

День залізничних військ Російської Федерації — професійне свято військовослужбовців, військовозобов'язаних, робітників і службовців (цивільний контингент) Залізничних військ Російської Федерації.
Відзначається кожен рік 6 серпня.

## Історія
Вперше встановлено указом Президента Росії № 1040 від 19 липня 1996 року. На даний час встановлюється указом № 549 від 31 травня 2006 року, указ № 1040 втратив чинність.
Приурочений до Дня створення спеціальних воєнізованих підрозділів для охорони та експлуатації залізниці С.- Петербург-Москва.